# Nata (Zypern)
Nata (griechisch Νατά, türkisch Nate) ist eine Gemeinde im Bezirk Paphos in der Republik Zypern. Bei der Volkszählung im Jahr 2021 hatte sie 151 Einwohner.
Der Ursprung des Dorfnamens ist ungewiss und wird von einigen auf einen verfälschten Nachnamen eines Einwohners zurückgeführt.

## Lage und Umgebung

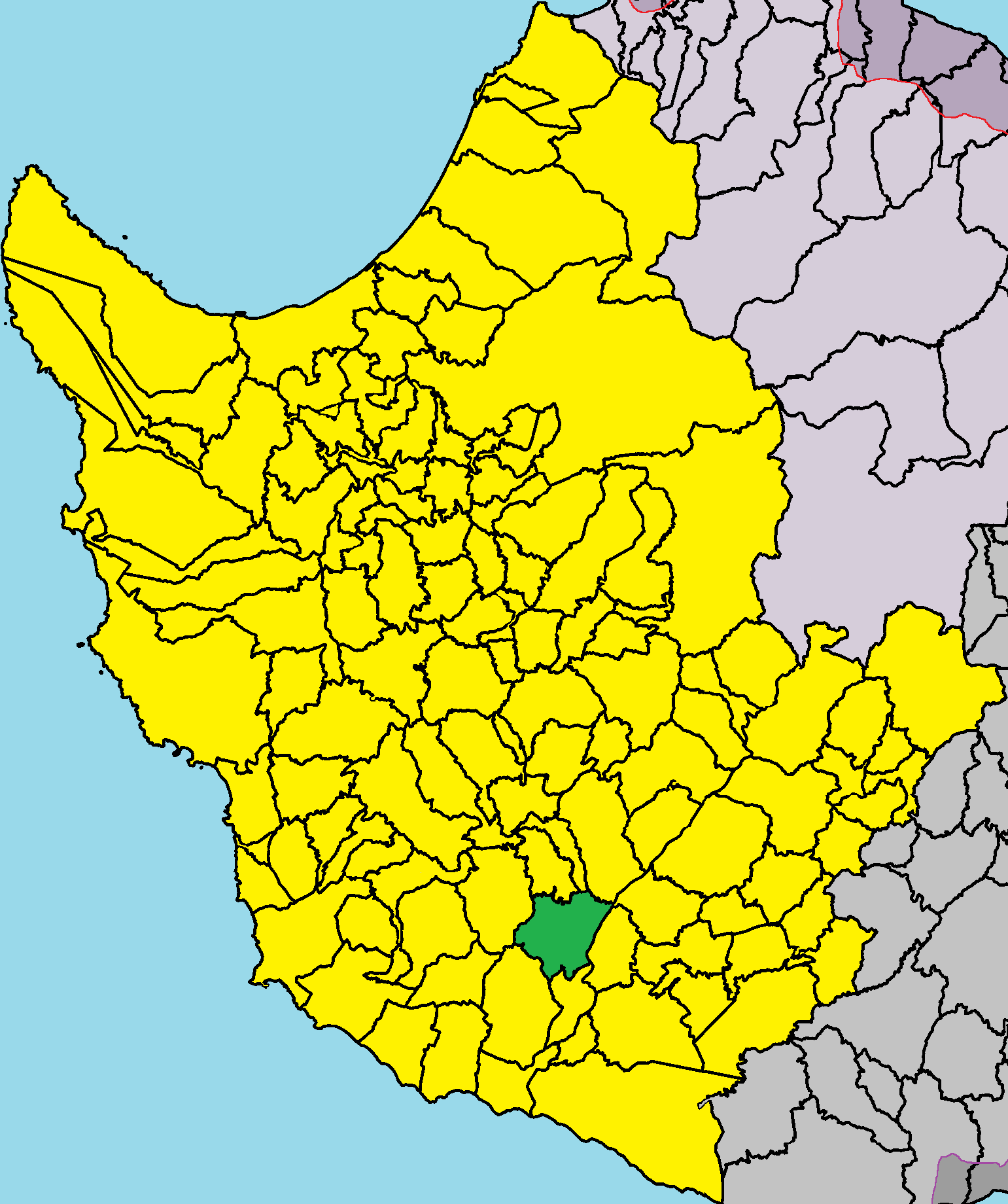
Lage im Bezirk Paphos

Nata liegt im Südwesten der Mittelmeerinsel Zypern auf einer Höhe von etwa 210 Metern, etwa 19 Kilometer östlich von Paphos, 66 Kilometer nordwestlich von Limassol und 128 Kilometer südwestlich von Nikosia. Das 12,6512 Quadratkilometer große Dorf grenzt im Norden an Axylou und Eledio, im Nordosten an Amargeti, im Osten an Stavrokonnou, im Südosten an Choletria, im Westen an Finikas, im Südwesten an Anarita und im Nordwesten an Episkopi. Das Dorf kann über die Straßen E607 und F622 erreicht werden.
Die durchschnittliche jährliche Niederschlagsmenge beträgt etwa 490 Millimeter. In der Umgebung werden Weinreben, Mandeln, Oliven, Johannisbrot, Zitrusfrüchte, Walnüsse, Getreide, Hülsenfrüchte und einige Obstbäume angebaut. Geologisch betrachtet wird das Gemeindegebiet von den Ablagerungen der Lefkara-Formation (Kreidesteine, Mergel und Keratolithe), den Tonen der Monis-Formation, den Serpentiniten, den Ablagerungen der Mamonion-Formation und den jüngsten alluvialen Ablagerungen der geologischen Periode des Holozäns dominiert.

## Geschichte
Nata wird in mittelalterlichen Quellen nicht erwähnt. Vielleicht weil es neuer ist oder es im Mittelalter eine kleine und unbedeutende Siedlung war. Nata liegt jedoch ganz in der Nähe des heute verlassenen Dorfes Finikas, das in der Frankenzeit wichtig war und Sitz der Finikas-Komturei war. Vielleicht hatte Nata – falls es sie gab – schon im Mittelalter einen anderen Namen.
Nata gehörte zu den Dörfern des Bezirks Pafos, die von den Erdbeben von 1953 betroffen waren.

### Bevölkerungsentwicklung
Den in Zypern durchgeführten Volkszählungen zufolge schwankte die Bevölkerungszahl des Dorfes.
Die folgende Tabelle zeigt die Bevölkerung des Dorfes, wie sie in den in Zypern durchgeführten Volkszählungen erfasst wurde.
| Jahr      | 1881 | 1891 | 1901 | 1911 | 1921 | 1931 | 1946 | 1960 | 1976 | 1982 | 1992 | 2001 | 2011 | 2021 |
| Einwohner | 199  | 235  | 291  | 357  | 404  | 389  | 475  | 496  | 388  | 296  | 238  | 162  | 181  | 151  |